# 合肥兆芯
合肥兆芯電子有限公司（英語：Hefei Core Storage Electronics Limited），為中華人民共和國無廠半導體公司，於2015年6月成立，總部位於中華人民共和國安徽省合肥市。原為台灣群聯電子控股的全資子公司，在2023年出售股權後，脫離群聯電子，成為獨立公司。主要產品為NAND、eMMC等快閃記憶體控制晶片。

## 歷史
由群聯電子以轉投資方式於2015年成立。2017年開始引進中華人民共和國資金入股，2020年將24.41%股權出售給深圳宏芯宇電子，並引進其他投資人，共出售46.48%股權。2023年被列入美國商務部實體名單，群聯電子將剩餘持有股份全數出售。